# Tanzan Ishibashi
Tanzan Ishibashi (25 de Setembro de 1884 — 25 de Abril de 1973) foi um político do Japão. Ocupou o lugar de primeiro-ministro do Japão de 23 de dezembro de 1956 a 24 de fevereiro de 1957.

## Vida
Ishibashi nasceu em Tóquio como filho de Nippu Sugita (1856–1931), um sacerdote budista Nichiren e 81º chefe do templo Kuon-ji na prefeitura de Yamanashi. Ishibashi, que assumiu o sobrenome de sua mãe, se tornaria um padre Nichiren. Ele estudou filosofia e se formou no departamento de literatura da Universidade Waseda.
Ele trabalhou como jornalista no Mainichi Shimbun por um tempo. Depois de terminar o serviço militar, ele se juntou à equipe do Tōyō Keizai Shimpo ("Jornal Econômico Oriental") e mais tarde se tornou seu presidente em 1941. Ele escreveu sobre a política financeira japonesa, desenvolvendo com o tempo uma nova perspectiva liberal.
Ishibashi tinha uma visão política liberal e foi um dos defensores mais consistentes do individualismo durante o movimento pela democracia Taisho. Nesse sentido, ele também promoveu uma perspectiva feminista, defendendo uma igualdade abrangente "jurídica, política, educacional e econômica" para as mulheres, para que pudessem prosperar melhor na competitiva sociedade moderna, em contraste com as condições estratificadas da vida feudal. Ishibashi também foi uma das raras personalidades que se opôs ao colonialismo japonês. Em vez disso, ele defendeu uma política para o Pequeno Japão; a opinião central de sua política para o Pequeno Japão (小 日本 主義, shō-nihon shugi ) era o abandono da Manchúria e dos outros países que o Japão colonizou parcial ou totalmente, para reorientar os esforços no próprio desenvolvimento econômico e cultural do Japão.  Além disso, ele se aliou a Tanaka Ōdō na defesa do livre comércio e da cooperação internacional sobre o militarismo e o colonialismo.

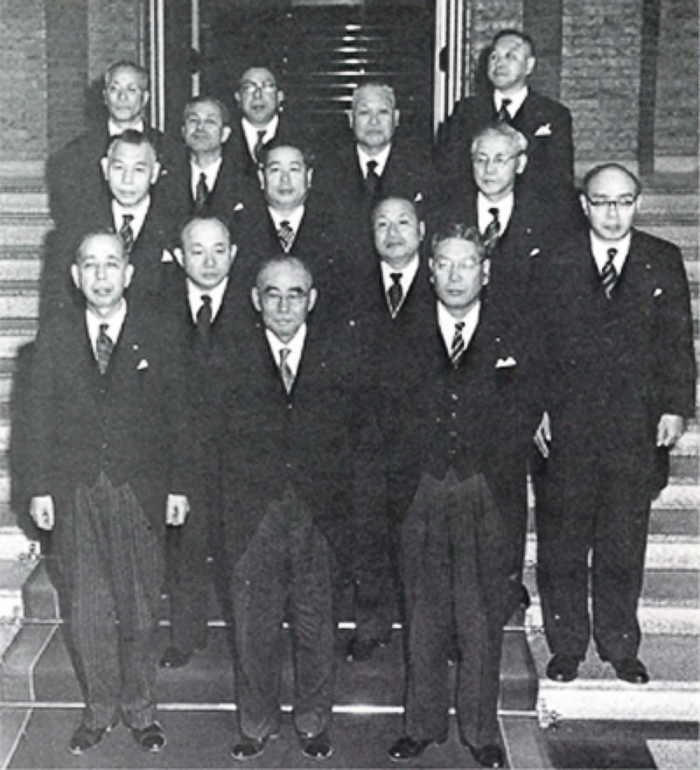
Gabinete de Ishibashi (Ishibashi está no centro, com Nobusuke Kishi à sua esquerda, como Ministro dos Negócios Estrangeiros, e Hayato Ikeda à sua direita como Ministro das Finanças).

Após a Segunda Guerra Mundial, ele recebeu algumas ofertas políticas, inclusive do Partido Socialista do Japão, que se ofereceu para apresentá-lo como candidato. Ishibashi se tornou ministro das Finanças do primeiro gabinete de Shigeru Yoshida de 1946 a 1947. Em 1947, ele foi expurgado e forçado a renunciar após se opor abertamente às políticas do general americano MacArthur. Depois que seu expurgo foi revogado em 1951, ele se aliou a Ichirō Hatoyama e se juntou ao movimento contra o gabinete de Yoshida. Em 1953, Ishibashi foi nomeado ministro da Indústria por Hatoyama, que se tornou o primeiro-ministro. Nessa época, Ishibashi era um dos apoiadores do rearmamento japonês. Em 1955, o Partido Liberal Democrata (PLD) foi formado e Ishibashi se juntou a ele.
Quando Hatoyama decidiu se aposentar em 1956, o PLD realizou uma votação para seu novo presidente. No início, Nobusuke Kishi foi considerado o candidato mais provável, mas Ishibashi aliou-se a outro candidato (Kojiro Ishii) e venceu a eleição. Ishibashi foi nomeado presidente do PLD e tornou-se o primeiro-ministro do Japão. Ishibashi afirmou que o governo deve se esforçar para estabelecer relações diplomáticas com a República Popular da China e também adotou uma abordagem cooperativa em relação às diferentes perspectivas políticas internas, resultando em altos índices de aprovação pública. Infelizmente, ele ficou doente e desistiu de seu escritório apenas dois meses depois.
Depois de renunciar ao cargo de primeiro-ministro e ao cargo de presidente do PLD ele visitou a China em 1963. Ele era conhecido como uma figura proeminente entre os políticos liberais do PLD. Ele se opôs à política de segurança de Kishi, que parecia muito militante para Ishibashi.
Tanzan Ishibashi morreu em 24 de abril de 1973.
A Universidade Waseda posteriormente introduziu o Prêmio de Jornalismo Waseda em Memória de Ishibashi Tanzan em 2001.